# Lill-Gravtjärnen
Lill-Gravtjärnen är en sjö i Bräcke kommun i Jämtland och ingår i Ljungans huvudavrinningsområde.